# 侯瑾
侯瑾（？年—？年），字子瑜，敦煌郡人。東漢文學家、史學家。

## 生平
侯瑾年少時就成了孤兒，生活貧困，寄居在他的親戚家裡。侯瑾喜愛學習，白天為人做工，晚上回家燒柴讀書。侯瑾時常以禮約束自己，獨居在一間房子，如同對著尊敬的賓客。州郡多次徵召侯瑾，公車、有道徵召，侯瑾都聲稱有病而沒有前往。侯瑾作《矯世論》譏諷當世。後來搬入山中，靜心著述。因爲不被世人知曉，所以作《應賓難》抒寫失意的心情。又根據《漢紀》撰寫光武中興以後的歷史，名為《皇德傳》有三十篇，一作《漢皇德紀》，知名於當時。其餘所作雜文數十篇，多以亡佚。有集二卷。另有作《箏賦》。河西的人敬重侯瑾，不敢直接說他的名字，都稱侯瑾爲“侯君”。

## 延伸阅读
[在维基数据编辑]
 《後漢書·卷80下》，出自范晔《後漢書》